# Rimae Hase
Die Rimae Hase sind ein System von Mondrillen am südöstlichen Rand de Mondvorderseite, das sich ausgehend von dem Krater Hase über 250 Kilometer in südöstlicher Richtung erstreckt und in der Nähe des Kraters Marinus O endet. Die Rillen verlaufen quer durch die Krater Hase D und Hase und darüber hinaus, wo sie sich tangential zum Rand von Petavius verlaufend verlieren.
Der Krater wurde 1985 von der IAU nach dem Krater Hase  offiziell benannt, der wiederum nach dem deutschen Mathematiker Johann Matthias Hase benannt ist.